# Polytetrahydrofuran
Polytetrahydrofuran wird durch saure Katalyse bei 30 bis 40 °C aus Tetrahydrofuran hergestellt. Der chemische Name für Polytetrahydrofuran ist Polytetramethylenetherglykol (PTMEG)
Polytetrahydrofuran ist ein Vorprodukt für die Synthese von Polyurethanen wie z. B. die Textilfaser Elasthan (Spandex), die sich durch hohe Elastizität auszeichnet. Hierbei bildet Polytetrahydrofuran die Softkomponente.
Polytetrahydrofuran besteht in der Regel aus einem Gemisch verschiedener Oligomere/Polymere mit einer definierten mittleren molaren Masse. Bei Raumtemperatur ist Polytetrahydrofuran fest, wird daher bei erhöhten Temperaturen, z. B. 60–70 °C, in flüssiger Form gelagert, abgefüllt und transportiert.
Bedeutender Hersteller in Deutschland ist BASF in Ludwigshafen (250.000 Tonnen/Jahr).

## Herstellung
PolyTHF kann säurekatalytisch, beispielsweise über Bortrifluorid oder anderer Lewis-Säuren und Wasser oder einem Alkohol, durch Polymerisation von Tetrahydrofuran hergestellt werden.
Polytetrahydrofuran wird in unterschiedlichen Molmassen hergestellt, typischerweise mit Molmassen von 250–4000 g/mol. Polytetrahydrofuran mit niedrigen Molmassen sind flüssig, höhere wachsartige Feststoffe.

## Verwendung
PolyTHF findet in sehr unterschiedlichen Bereichen Verwendung:

### Textilindustrie
Die Textilindustrie nutzt PolyTHF zur Herstellung von Spandex- bzw. Elastan-Fasern. Dazu wird Polytetrahydrofuran als sog. Weichsegment mit Isocyanaten und anderen Diolen zu Polyurethanfasern (PUR) verarbeitet. Alternativ kann Polytetrahydrofuran in Polyestern eingebaut werden.   Die Spandex-Fasern aus PUR werden zusammen mit Baumwoll-, Polyamid- oder Polyester-Fasern zu Stoffen verarbeitet, aus denen beispielsweise Stretch-Jeans, Badeanzüge, Socken, Unterwäsche oder Sport-Funktionskleidung hergestellt werden. Spandex-Fasern zeichnen sich vor allem durch ihre hohe Elastizität aus. Außerdem sind sie leicht, formbeständig und schonend zur Haut.

### Weitere Anwendungsgebiete
Aus Polytetrahydrofuran werden außerdem thermoplastische Polyurethan-Elastomere (TPU) hergestellt. Diese werden zum Beispiel zu flexiblen und abriebfesten Schläuchen oder Kabelummantelungen verarbeitet. Auch Skateboard- und Inlineskate-Rollen bestehen teilweise aus PolyTHF.

## Recycling
Durch Erhitzen von Polytetrahydrofuran in Gegenwart von Katalysatoren lässt sich das Polymer depolymerisieren und das Monomer Tetrahydrofuran kann destillativ zurückgewonnen werden. Das Produkt kann für die Synthese von neuem Polytetrahydrofuran genutzt werden (chemisches Recycling).